# Hop! Channel
Hop! Channel (hebr. ‏!ערוץ הופ‎) – izraelski kanał telewizyjny adresowany do dzieci. Został uruchomiony w 2001 roku.